# Массімо Н'Чеде Го
Массімо Н'Чеде Віро Го (італ. Massimo N'Cede Virou Goh; нар. 1 лютого 1999) — італійський футболіст івуарійського походження, нападник «Ювентуса», який виступає в оренді в клубі «Віртус Верона».

## Клубна кар'єра
Футбольну кар'єру розпочав у молодіжній академії туринського «Ювентуса», в складі якого виступав у юнацькому чемпіонаті Італії. 22 серпня 2016 року був орендований «Карпі», але виступав лише за юнацьку команду клубу. 30 січня 2017 року повернувся до «Ювентуса», в складі турнинського клубу виступав й надалі в молодіжному чемпіонаті. Наприкінці серпня 2017 року перейшов у «Віртус» (Верона), який виступав у Серії D. Дебютував у футболці колективу з Верони 3 вересня 2017 року в переможному (2:1) виїзному поєдинку 1-о туру Серії D проти «Мантови». Массімо вийшов на поле в стартовому складі, а на 46-й хвилині його замінив Едуардо Мерсі. Дебютним голом на професіональному рівні відзначився 10 вересня 2017 року на 53-й хвилині переможного (2:0) домашнього поєдинку 2-о туру чемпіонату Італії проти «Калві» (Ноале). Н'Чеде вийшов на поле в стартовому складі, а на 70-й хвилині його замінив Думітру Дем'ян. Того сезону Массімо зіграв у Серії D 30 матчів та відзначився 6-а голами, а його команда виграла турнір та здобула путівку до Серії C. Проте термін дії оренди Н'Чеде завршився й 30 січня 2018 року гравець повернувся до «Юве», де Массімо продовжував виступи в юнацькій команді.
23 серпня 2018 року Н'Чеде був орендований новачком УПЛ, київським «Арсеналом», втім до кінця року так і не дебютував за столичний клуб, тому на початку 2019 року футболіст повернувся в оренду в «Віртус» (Верону).

## Кар'єра в збірній
Викликався до юнацької збірної Італії (U-16), за яку дебютував 9 вересня 2014 року в переможному (2:1) виїзному поєдинку проти однолітків зі Швейцарії. Го вийшов на поле в стартовому складі, а на 48-й хвилині його замінив Габріеле Горі. Єдиним голом у футболці збірної Італії відзначився 30 вересня 2014 року на 74-й хвилині переможного (2:0) домашнього поєдинку проти однолітків з України. Массімо вийшов на поле на 32-й хвилині, замінивши Марко Олів'єрі. У складі юнацької збірної зіграв 5 матчів та відзначився 1 голом.

## Досягнення
- Серія D
  -  Чемпіон (1): 2017/18

## Особисте життя
Н'Чеде має двох двоюрідних братів (кузенів), Мойзе Кіна та Джованні Кіна Доссе, які також є професіональними футболістами.